# Kindergarten (film)
Kindergarten è un film argentino del 1989 diretto da Jorge Polaco. Il film venne bandito dalle sale il giorno prima della sua uscita, restando di fatto inedito in Argentina per ventun anni, fin quando nel 2010 venne proiettato in copia restaurata al Festival internazionale del cinema di Mar del Plata.
È considerato uno dei film più controversi della cinematografia argentina.

## Trama
I coniugi Graciela e Arturo gestiscono un kindergarten nella loro villa di campagna, dove vivono insieme alla madre di lei, Luisa, un'anziana demente e paralitica. Nell'abitazione è presente anche il suocero, imbalsamato in cantina.
Tra sequenze oniriche e scene drammatiche, si lascia intendere una situazione di abuso nei confronti del piccolo Luciano, al quale Graciela sembra morbosamente legata. Nel frattempo, all'interno della villa i personaggi cominciano a manifestare una sempre più intensa instabilità mentale.

## Produzione
Spiegando il senso dell'opera, il regista Polaco dichiarò: ""Kindergarten ha un modo perfezionista di mostrare la bellezza, la vita così com'è. Kindergarten significa "scuola materna" in tedesco, ed è un luogo in cui i bambini possono giocare e conservare la loro purezza. È la purezza che i personaggi perdono quando appartengono a una società che apparentemente li forma, ma in realtà li deforma"".

## Censura
La proiezione del film fu oggetto di un divieto cautelare da parte di un organo giudiziario, in quello che viene ricordato come il primo caso di censura in Argentina dal ritorno della democrazia nel 1983.
La polemica ebbe inizio con una lettera pubblicata dal quotidiano La Prensa il 19 marzo 1989, in cui una lettrice di nome Cristina O'Farrell de Gutiérrez (che si firmava come "signora allarmata") sostenne di aver assistito alle riprese di una scena girata in pieno giorno nel Parque Tres de Febrero, in cui venivano ripresi due bambini completamente nudi. L'avvocato Jorge Vergara presentò una denuncia, a cui fece eco il gruppo episcopale per i mezzi di comunicazione sociale della Chiesa cattolica, che in una comunicazione alla commissione consultiva per le esposizioni cinematografiche dell'Instituto Nacional de Cine y Artes Audiovisuales affermò che il film "ha scene che non sono d'amore, né di passione, sono quasi esclusivamente scene di sesso e provengono da una mente malata che non sa che l'amore umano è un riflesso dell'amore di Dio". Il giudice Alberto Ricciardi, pur non avendo visionato la pellicola, ne vietò preventivamente la diffusione, dichiarando che conteneva "una versione stravagante dell'amore descritto secondo il povero concetto di chi lo ha concepito, al punto che assomiglia più a un film pornografico che a una storia d'amore"; nella sentenza, il giudice descrisse scene che in realtà non erano presenti nel film. Il regista e parte della produzione ricevettero l'accusa di corruzione di minorenne, oscenità e oltraggio al pudore.
Il procedimento penale ottenne l'archiviazione dopo sei mesi e, pertanto, venne annunciata la prima per il 12 ottobre 1989; tuttavia, il 9 ottobre 1989 un altro giudice ordinò il sequestro immediato delle pellicole e del materiale promozionale del film "per preservare l'identità dei due attori minori coinvolti".
Poco prima della data prevista per la première, venne fatto esplodere un ordigno nei pressi di un locale in cui si trovava il regista; con la detonazione vennero sparsi volantini a firma dell'anonima "Commissione Argentina Pro-Cultura" in cui era scritto "Siamo stufi che, con i soldi del popolo, l'Istituto Nazionale di Cinematografia finanzi film degenerati come 'Kindergarten' e simili". Ulteriori manifesti e volantini anonimi furono affissi sui muri o lasciati sui pavimenti di chiese e istituti cattolici, denunciando il nuovo "porno-cinema" argentino e affermando "Siamo stufi degli artisti e dei produttori tossicodipendenti, lesbiche, marxisti, invertiti e prostitute che ci impongono la loro 'cultura'".
La troupe che aveva lavorato al film respinse fermamente le accuse, ottenendo la solidarietà pubblica da alcune personalità della cultura, che presenziarono ad una conferenza stampa svoltasi presso il Centro Culturale del Teatro Generale San Martín di Buenos Aires nell'ottobre del 1989; tra i partecipanti vi furono María Elena Walsh, Enrique Pinti, Pino Solanas e Beatriz Sarlo.
Quando, a distanza di alcuni anni, il divieto venne finalmente revocato, i produttori decisero comunque di non proiettare il film. Il regista Jorge Polaco, in un'intervista ricordò: "È stato un momento di enorme amarezza per me, perché oltre ad essere citato in modo permanente, alla fine si è deciso di vietare la proiezione del film e Kindergarten è diventato un film maledetto".
Dopo ventuno anni dalla realizzazione dell'opera, una copia restaurata rinvenuta nella cineteca di Granada fu proiettata al Festival internazionale del cinema di Mar del Plata nel 2010. Polaco dichiarò poco prima della proiezione: "Devi osare e io ho osato farlo"; subito dopo, in un dibattito con gli spettatori che avevano assistito alla proiezione, affermò: "Il film non è fatto per piacere o non piacere. È un film da vedere due o tre volte".
Nel 2008, alcune scene censurate erano state trasmesse dall'emittente televisiva Telefe. In una di esse, Graciela Borges entrava seminuda in una vasca da bagno cercando di abbracciare il bambino nudo che vi era all'interno, il quale si divincolava e fuggiva. In un'altra scena, i personaggi di Borges e Arturo Puig apparivano completamente nudi mentre si dondolavano su un'altalena. Altre scene contestate vedevano i protagonisti avere un rapporto sessuale durante una festa di compleanno per bambini, inquadrature in cui erano visibili gli organi genitali del bambino e un atto di sesso orale non simulato praticato dall'attrice Cecilia Etchegaray ad Arturo Puig.

## Accoglienza
L'opinione della critica fu fortemente divisa, tra difensori e contestatori del film.
Claudia Selcer su Página/12 scrisse: "Chi parla di pornografia non ha avuto la forza di guardare tutto l'orrore che può entrare nella bellezza, il buco coperto da forme polpose. Ha preferito rimanere dove la censura si scalda. Lì dove - crede - la follia e la morte non arriveranno mai".
La recensione pubblicata dalla rivista Variety recitava: "Luciano Sanguineri nei panni del figlio offre la performance giovanile più disgustosa dai tempi del bambino deforme di Eraserhead".
Prima delle polemiche, il film aveva vinto il Premio Speciale della Giuria al Festival di Amiens nel 1989, mentre poco dopo fu presentato nella sezione Panorama del Festival di Berlino 1990.

## Riconoscimenti
- 1990 - Amiens International Film Festival
  - Premio della Città di Amiens a Jorge Polaco